# Croix-Rouge genevoise

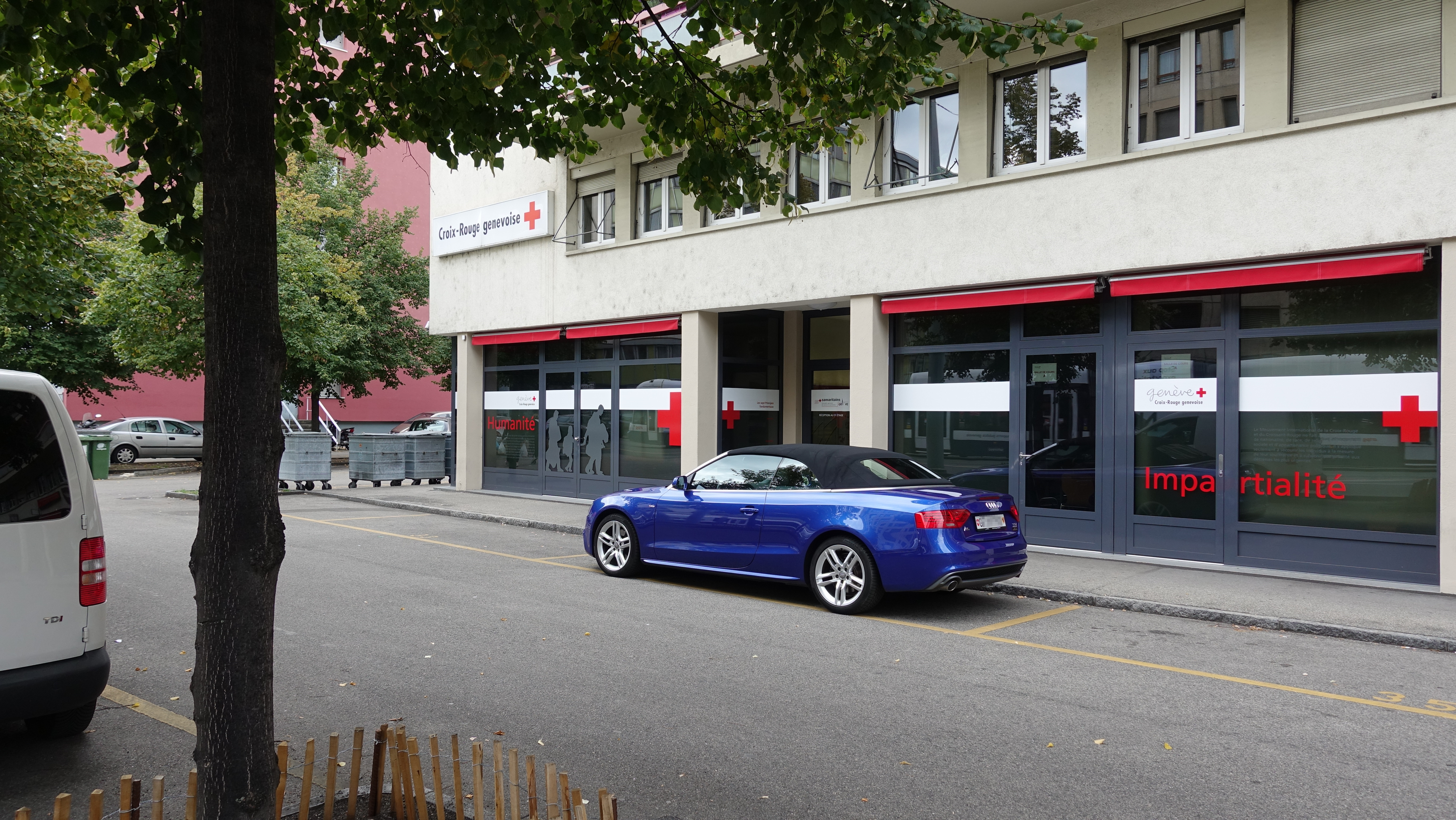
Le bureau de Croix-Rouge genevoise (CRG) à Genève

La Croix-Rouge genevoise (CRG) est une association cantonale de la Croix-Rouge suisse, membre du Mouvement international de la Croix-Rouge et du Croissant-Rouge.

## Histoire
Une section genevoise fut fondée déjà en mars 1864.

## Services
L'association offre au public les services suivants :  
- Chaperon Rouge : garde d’enfant professionnelle, babysitting ;
- Présence Seniors : accompagnement à domicile de personnes âgées ;
- Boutiques Vêt'Shops : rue Leschot 2, rue des Eaux-Vives 84 ;
- Formations autour de la santé : cours de français et de babysitting ;
- Service d'interprétariat communautaire : interprétation en plusieurs langues étrangères vers le français, dans les milieux médical, social et éducatif ;
- Centre d'intégration culturelle : bibliothèque, activités pour les adultes et les enfants, permanence de rédaction de lettres ;
- Les ateliers du Semo : menuiserie, peinture, décoration, service traiteur, entretien de jardins ;
- Précédemment : Genèveroule

## Lien web
- « Site officiel »